# Megalomyzon robustus
Megalomyzon robustus är en plattmaskart. Megalomyzon robustus ingår i släktet Megalomyzon och familjen Fellodistomatidae. Inga underarter finns listade i Catalogue of Life.